# Dervence-patak
A Dervence-patak (vagy Dermence, szlovákul Drevenica) nyugat-szlovákiai patak, a Zsitva folyó 24-25 km hosszú jobb oldali mellékága. A Nagy-Tribecs hegység déli részén ered, 545 m magasan.
Dél, illetve délkeleti irányban folyik az Aranyos-hegyalján (Zlatnianske predhorie), a Kosztolányi-medencén (Kostolianska kotlina), az Észak-kisalföldi-peremvidék (Podunajská pahorkatina) Zsitvamenti-hátságán (Zitavská pahorkatina) át a Zsitva folyóba. Egykor Kishindnél vármegyehatár volt Nyitra és Bars között. Jobbparti vízfolyásai a Gímesi vagy Gímes-patak, illetve a Bocega, Szuticka, Huntai vagy Hunták-patak (Zsére, Kolon (Koloni-patak)). Balparti vízfolyásai Lédec és Néver között, illetve Csekény-pusztáról (Csakinszki-patak) folynak belé.
Neve a környező erdők fakivágására utal. A Zsitvaújfalu és Verebély közti ún. török hídon vám volt Bars és Nyitra vármegye között. Az első bécsi döntést követően is határőrhely volt a Dervence torkolatánál. Ahogy a környező patakokon úgy a Dervencén is kisebb víztározók és haltenyésztők létesültek.

## Vízimalmok
Gímeskosztolányban 1664-ben szerepel malom, később kettőt is említenek. Valószínűleg a Forgách család birtokolta azokat. Az egyik a 18. század közepén a Molnár családé volt, mely a 20. század közepéig működött. Lédecen egy malom működött. Ott a kisajátítást megelőzően az utolsó tulajdonos a Tóth család volt. Lédec és Néver határán 1536-tól említenek közös malmot (1601, 1664, ill. az első katonai felmérésen). Ezt 1946-ban az árvai Podoba család vette meg, de hamarosan ezt is kisajátították. Itt ma is áll egy épület. Béládon 1836-ban és még a 19. század végén is, Nagyheresztényben 1664-től említenek és a 20. század közepéig működött malom a patakon. A nagyheresztényi malmot a 20. század elején a Majláth család birtokolta. 1912-ben a Bystrický család vásárolta meg, 1950-ben azonban a patak vizét kárpótlás nélkül elterelték, így a malom víz nélkül maradt.

## Falvak
- Gímeskosztolány
- Barslédec
- Néver
- Bélád és korábbi részei
- Szelepcsény, illetve részben Kishind
- Zsitvaújfalu